# Marcel Callo

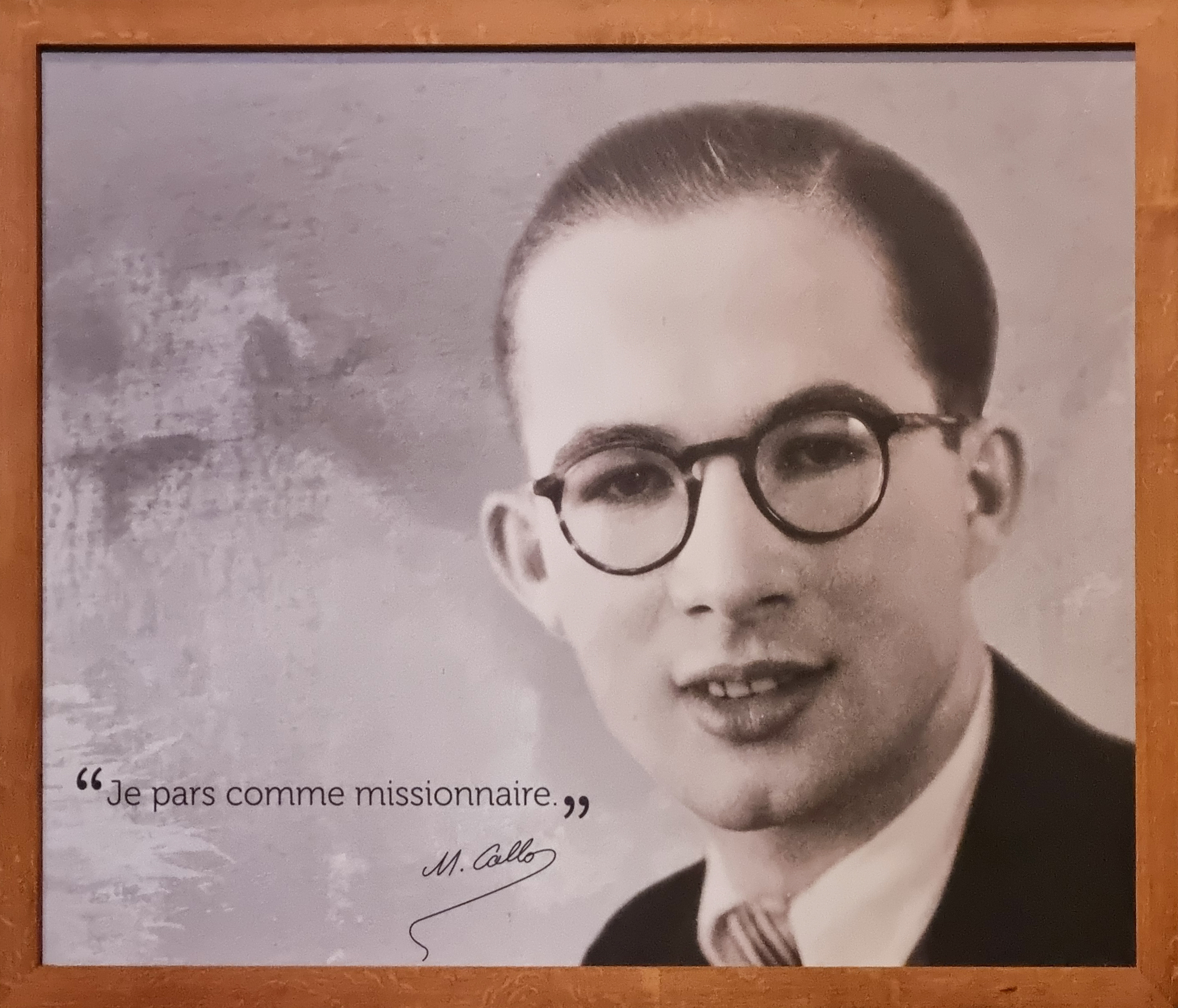
Portrait von Marcel Callo in der Kathedrale Saint-Pierre in Rennes

Marcel Callo (* 6. Dezember 1921 in Rennes; † 19. März 1945 im Konzentrationslager Mauthausen) war ein französischer katholischer Jugendarbeiter und Gegner des Nationalsozialismus, der 1987 seliggesprochen wurde.

## Leben
Marcel Callo wuchs in einer religiös geprägten kinderreichen Familie auf. Als Kind arbeitete er aktiv bei den Pfadfindern mit und trat mit 13 Jahren der Christlichen Arbeiterjugend bei. In dieser Zeit begann er auch eine Buchdruckerlehre. In seiner Pfarre St. Albin war er Ministrant und Leiter der Christlichen Arbeiterjugend, die er missionarisch ausrichtete. Die Feier der heiligen Messe war dabei für ihn von besonderer Bedeutung.
Während des Zweiten Weltkriegs wurde er als 22-Jähriger von Frankreich zur Zwangsarbeit nach Zella-Mehlis verschleppt. Er nahm die Arbeit in Deutschland mit der Einstellung „Ich gehe nicht als Arbeiter dorthin – ich fahre als Missionar“ auf und nutzte die Möglichkeit zu flüchten nicht, weil er entschlossen war, zu helfen und zu missionieren.
In Deutschland lebte Marcel Callo im Lager von Zella-Mehlis und arbeitete in der Waffenfabrik Walter. Im Arbeitslager sammelte er seine Kameraden zum Gottesdienst und war als Krankenpfleger und Chorleiter in der Christ-König-Kirche in Zella-Mehlis tätig. Er gründete eine katholische Aktionsgruppe aus französischen Jungarbeitern und Pfadfindern und wurde von der Gestapo/Stadtpolizei Zella-Mehlis mit der Begründung „Durch seine katholische und religiöse Aktion hat er sich als Schädling für die Regierung der nationalsozialistischen Partei und für das Heil des deutschen Volkes erwiesen“ verhaftet. Die Christliche Arbeiterjugend wurde verboten. Marcel Callo war für fünf Monate im Gefängnis in Gotha in Haft. Danach wurde er mit seinen Kameraden über Flossenbürg und Hof in das Konzentrationslager Mauthausen/Gusen gebracht. Dort war er im Konzentrationslager Gusen II untergebracht und wurde im unterirdischen Flugzeugwerk B8 Bergkristall in St. Georgen an der Gusen eingesetzt. Nach wenigen Monaten der Ausbeutung im KL Gusen II wurde er in das „Krankenrevier“, das Sanitätslager beim Konzentrationslager Mauthausen überstellt, wo er am 19. März 1945 starb.

## Seligsprechung

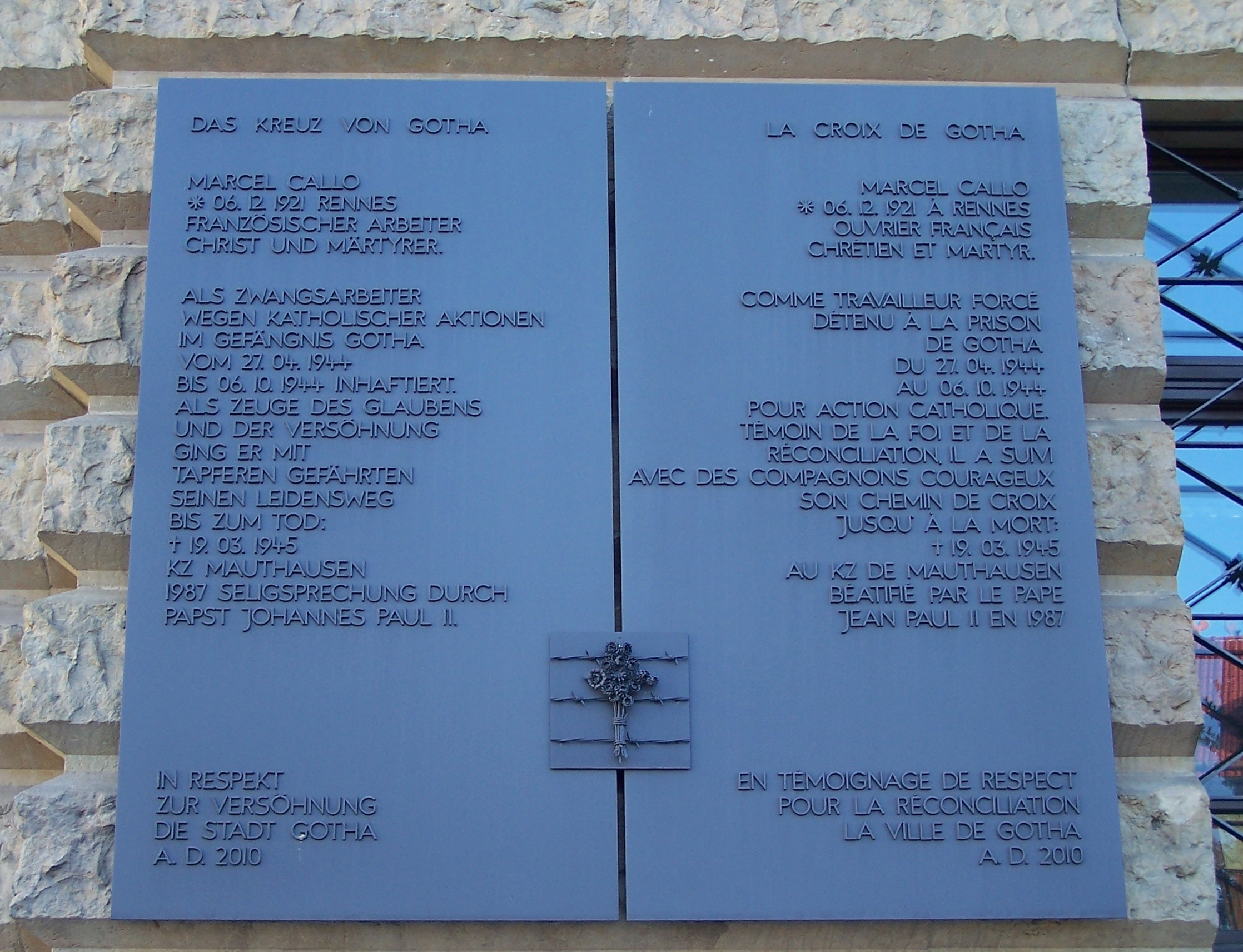
Die 2010 angebrachte Gedenktafel am Amtsgericht in Gotha

Im Jahre 1987 wurde Callo in Rom von Papst Johannes Paul II. als „Märtyrer der Arbeiterjugend“ seliggesprochen.

## Ehrungen
Nach Marcel Callo benannt sind:
- die katholische Pfarre Marcel Callo im Stadtteil Auwiesen von Linz
- mehrere Straßen und Plätze:
  - der Marcel-Callo-Platz vor der katholischen Kirche in Zella-Mehlis
  - der Marcel-Callo-Weg über den Stollen der unterirdischen Flugzeugfabrik in St. Georgen an der Gusen, zum Andenken an Marcel Callo und seine Kameraden
  - der Marcel-Callo-Weg im Stadtteil Bruck von Erlangen
- mehrere Einrichtungen:
  - das Jugendzentrum der Deutschen Pfadfinderschaft St. Georg in Castrop-Rauxel
  - ein katholisches Bildungshaus in Heilbad Heiligenstadt

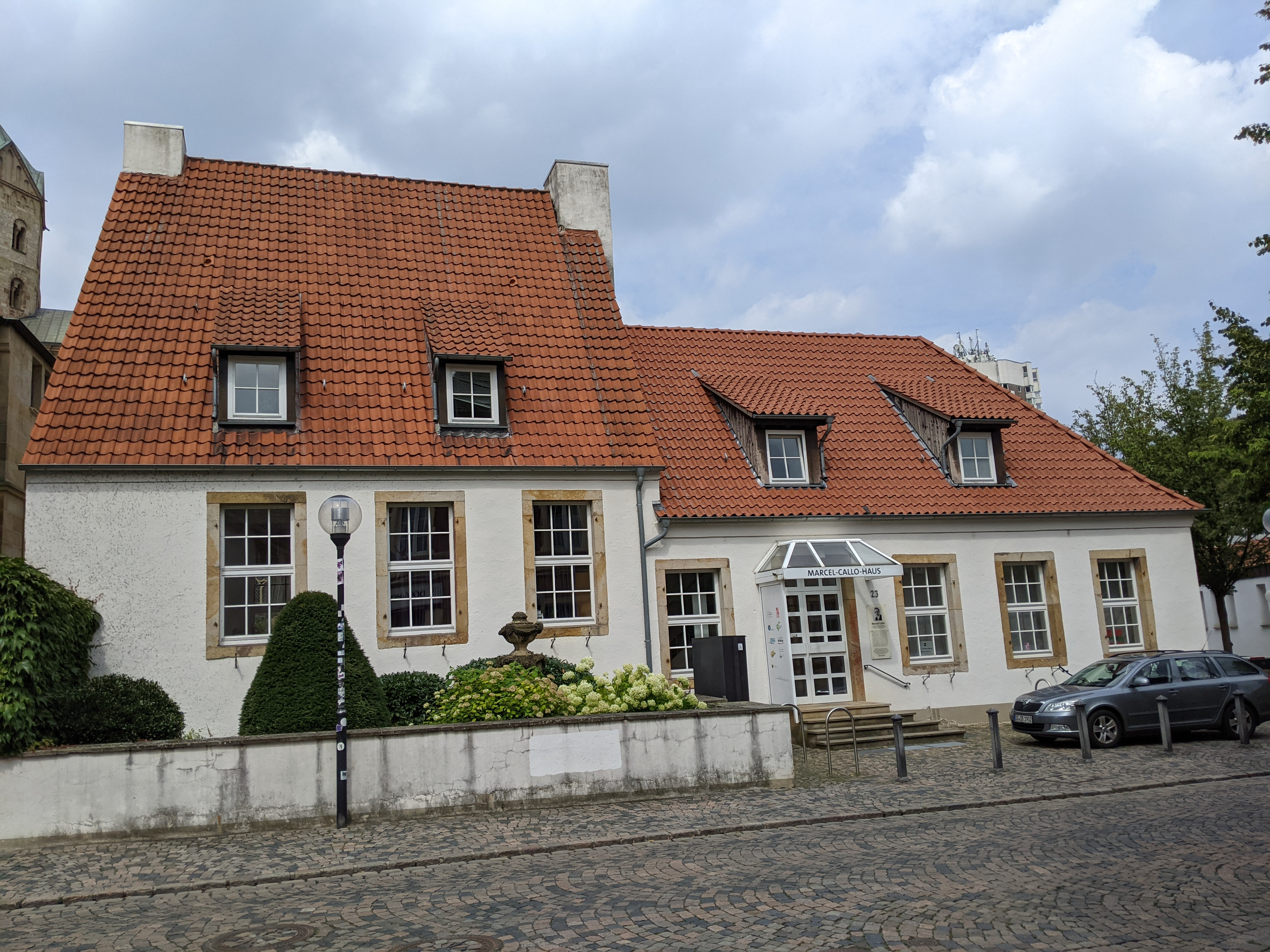
Marcel-Callo-Haus in Osnabrück

- - das Marcel-Callo-Haus in Osnabrück, der Sitz mehrerer Jugendverbände im Bistum Osnabrück und des Stipendienwerks Lateinamerika-Deutschland
  - das Marcel-Callo-Haus, eine ehemalige Jugendherberge in Seesen
  - das Marcel-Callo-Haus in der Augsburger Innenstadt, der Sitz der KAB, der CAJ und der Betriebsseelsorge im Bistum Augsburg

## Gedenktag
- Römisch-katholisch: 19. April
  - Seit 2004 nichtgebotener Gedenktag im Regionalkalender für das deutsche Sprachgebiet